# Ісландія на Європейських іграх 2015
Ісландія на перших Європейських іграх у Баку була представлена 18 атлетами.

## Бадмінтон
| Спортсмени       | Змагання                   | Груповий етап                                 | Груповий етап                          | Груповий етап                     | Раунд 1/8          | Чвертьфінал        | Півфінал           | Фінал              | Фінал              |
| Спортсмени       | Змагання                   | 1 матч                                        | 2 матч                                 | 3 матч                            | Раунд 1/8          | Чвертьфінал        | Півфінал           | Фінал              | Фінал              |
| Спортсмени       | Змагання                   | Суперник Рахунок                              | Суперник Рахунок                       | Суперник Рахунок                  | Суперник Рахунок   | Суперник Рахунок   | Суперник Рахунок   | Суперник Рахунок   | Місце              |
| ---------------- | -------------------------- | --------------------------------------------- | -------------------------------------- | --------------------------------- | ------------------ | ------------------ | ------------------ | ------------------ | ------------------ |
| Карі Гуннарсон   | Чоловічий одиночний турнір | Володимир Малков Поразка 14-21, 12-21         | Еету Хейно Поразка 19-21, 21-10, 13-21 | Яролім Віцен Поразка 17-21, 12-21 | Завершив змагання  | Завершив змагання  | Завершив змагання  | Завершив змагання  | Завершив змагання  |
| Сара Гогнадоттір | Жіночий одиночний турнір   | Фіорелла Марія Садовскі Перемога 21-17, 21-13 | Анна Теа Мадсен Поразка 9-21, 8-21     | Айрі Міккела Поразка 11-21, 16-21 | Завершила змагання | Завершила змагання | Завершила змагання | Завершила змагання | Завершила змагання |

## Стрільба з лука
| Спортсмен          | Дисципліна             | Попередній раунд | Попередній раунд | Раунд 1/64                     | Раунд 1/32         | Раунд 1/16         | Раунд 1/8          | Чверть- фінали     | Півфінали          | Фінал              | Фінал             |
| Спортсмен          | Дисципліна             | Результат        | Місце            | Суперник Результат             | Суперник Результат | Суперник Результат | Суперник Результат | Суперник Результат | Суперник Результат | Суперник Результат | Місце             |
| ------------------ | ---------------------- | ---------------- | ---------------- | ------------------------------ | ------------------ | ------------------ | ------------------ | ------------------ | ------------------ | ------------------ | ----------------- |
| Сігурйон Сігурдсон | Індивідуальна першість | 614              | 58               | Антон Прилєпов (7) Поразка 3-7 | Завершив змагання  | Завершив змагання  | Завершив змагання  | Завершив змагання  | Завершив змагання  | Завершив змагання  | Завершив змагання |

## Фехтування
| Спортсмен             | Дисципліна                 | Груповий раунд          | Груповий раунд                | Груповий раунд           | Груповий раунд              | Груповий раунд                | Раунд 1/32         | Раунд 1/16         | Чвертьфінал        | Півфінал           | Фінал              | Місце              |
| Спортсмен             | Дисципліна                 | Суперник Рахунок        | Суперник Рахунок              | Суперник Рахунок         | Суперник Рахунок            | Суперник Рахунок              | Суперник Рахунок   | Суперник Рахунок   | Суперник Рахунок   | Суперник Рахунок   | Суперник Рахунок   | Місце              |
| --------------------- | -------------------------- | ----------------------- | ----------------------------- | ------------------------ | --------------------------- | ----------------------------- | ------------------ | ------------------ | ------------------ | ------------------ | ------------------ | ------------------ |
| Торбйорн Агустсдоттір | Індивідуальна жіноча шабля | Сара Балзер Поразка 2-5 | Фатіма Ібрагімова Поразка 1-5 | Марія Рідель Поразка 1-5 | Олена Кравацька Поразка 1-5 | Катеріна Наваррія Поразка 1-5 | Завершила змагання | Завершила змагання | Завершила змагання | Завершила змагання | Завершила змагання | Завершила змагання |